# Joan Campins
 (juin 2025).
Joan Campins, né le 24 juin 1995 à Sa Pobla, est un footballeur espagnol. Il évolue au poste d'arrière droit au Royal Excel Mouscron.

## Biographie
Il joue son premier match en première division belge le 27 juillet 2019, lors de la 1re journée de championnat, à l'occasion d'un déplacement à Saint-Trond (victoire 0-1). Il inscrit son premier but dans ce championnat le 11 août, lors de la 3e journée, à l'occasion de la réception du KAA La Gantoise (victoire 2-1).